# Feel Alive
„Feel Alive” – czwarty singel, z drugiego albumu duetu Benassi Bros. – ...Phobia. 

## Formaty i listy utworów singla
| #         | Tytuł                     | Czas |
| --------- | ------------------------- | ---- |
| CD-Single |                           |      |
| 1.        | „Feel Alive” (Radio Edit) | 3:40 |
| 2.        | „Feel Alive” (Extended)   | 3:42 |